# Milos Bursac
Miloš Bursać (Belgrad, 23 de juny de 1965) és un exfutbolista serbi, que jugava de davanter. Va militar a diversos conjunts de la lliga de l'antiga Iugoslàvia. A partir de 1989 recala en equips de la lliga francesa, espanyola o belga, entre d'altres.
Va ser internacional amb la selecció de l'antiga Iugoslàvia en dues ocasions.